# Prosti
Prosti (Прости) è un film del 1986 diretto da Ėrnest Jasan.

## Trama
Una donna decide di vendicare il marito con tradimento per tradimento, ma di conseguenza è peggiorata.